# Neon Innesa
Neon Innesa, bystrzyk neonowy, bystrzyk Innesa (Paracheirodon innesi) – gatunek słodkowodnej ryby z rodziny kąsaczowatych (Characidae).

## Opis
Pochodzenie: dorzecze Amazonki, wschodnie Peru.
Rozmiary: długość 1–5 cm.
Wygląd: niewielka ryba z charakterystycznym „neonowym” pasem wzdłuż górnej części ciała, kończącym się przed płetwą ogonową. Od połowy długości ciała do nasady płetwy – jaskrawoczerwone.
Dymorfizm płciowy: Samice są większe i mają bardziej zaokrąglony brzuch.

## Wskazówki hodowlane
Neon Innesa jest spokojną, stadną rybą, dosyć wrażliwą na zmianę parametrów wody. Należy go hodować w stadzie co najmniej 6–10 sztuk. Z uwagi na niewielkie rozmiary nie zaleca się trzymania jej z dużymi, drapieżnymi rybami. Do akwarium dla tego neona oprócz roślin powinno dać się korzenie. Idealnym środowiskiem dla neona Innesa są tzw. „czarne wody”.
| Zalecane warunki w akwarium | Zalecane warunki w akwarium                       |
| --------------------------- | ------------------------------------------------- |
| Zbiornik                    | średniej wielkości, min. 60 l, z ciemnym podłożem |
| Temperatura wody            | 22–25 °C                                          |
| Twardość wody               | miękka do średnio twardej 10°n                    |
| Skala pH                    | lekko kwaśna, 5–7                                 |
| Pokarm                      | żywy, mrożony, ewentualnie suchy                  |

Rozmnażanie: ryba jajorodna. Podczas tarła należy odseparować jedną parę. Akwarium tarliskowe, do którego zostanie przeniesiona powinno być zaciemnione z miękką wodą (w celu jej zmiękczenia można użyć torfu). Po tarle należy odłowić parę i pozostawić akwarium zaciemnione. Narybek można karmić pokarmem w płynie lub w postaci pyłu.